# Twice a Fortnight
Twice a Fortnight è una serie televisiva comica a sketch con Graeme Garden, Michael Palin, Terry Jones, Jonathan Lynn e Bill Oddie, in onda dal 21 ottobre al 23 dicembre 1967.
Garden suggerì al produttore, Tony Palmer, che Palin e Jones dovessero essere inclusi nel cast.

## Influenze della serie
Come nel caso dello show radiofonico I'm Sorry, I'll Read That Again, e le serie televisive At Last the 1948 Show, Do Not Adjust Your Set e Broanden Your Mind, Twice a Fortnight fu un eccellente terreno di formazione, sia in scrittura che in recitazione, per le future star dei Monty Python (Palin e Jones), dei The Goodies (Garden e Oddie), così come per Lynn, futuro coautore di Yes Minister e Yes, Prime Minister.